# Rochetrejoux
Rochetrejoux – miejscowość i gmina we Francji, w regionie Kraj Loary, w departamencie Wandea.
Według danych na rok 1990 gminę zamieszkiwało 766 osób, a gęstość zaludnienia wynosiła 70 osób/km² (wśród 1504 gmin Kraju Loary Rochetrejoux plasuje się na 690. miejscu pod względem liczby ludności, natomiast pod względem powierzchni na miejscu 970.).